# Сорренто (футбольный клуб)
«Сорренто» — итальянский футбольный клуб из одноимённого города, выступающий в Высшем дивизионе Профессиональной лиги, третьем по силе дивизионе чемпионата Италии. Основан в 1945 году. Домашние матчи проводит на арене «Стадио Италия», вмещающем 3 600 зрителей. «Сорренто» никогда в своей истории не поднимался в Серию А, лучшим достижением клуба в Серии Б стало 19-е место в сезоне 1971/72.

## Известные игроки
- Флориан Миртай
- Джузеппе Брусколотти
- Дженнаро Руотоло
- Клаудиу Радукану
- Яни Виртанен
- Чиро Иммобиле

## Известные тренеры
- Кане
- Бруно Больчи
- Джузеппе Пападопуло
- Маурицио Сарри